# Kompare
Kompare je priimek v Sloveniji, ki ga je po podatkih Statističnega urada Republike Slovenije na dan 1. januarja 2010 uporabljalo 126 oseb.

## Znani nosilci priimka
- Boris Kompare (1956 - 2014), gradbenik, univ. prof.
- Dušan Kompare (1920 - 1982), geograf, metodik
- Franc Kompare (*1946), trobentač, nar.-zabavni glasbenik
- Janez Kompare (*1947), duhovnik
- Josip Kompare (1830 - 1911), tiskar, založnik, kulturni delavec (od 1860 na Hrvaškem)
- Josip Kompare /Kompara (1858 - 1925), duhovnik, kulturni organizator,  glagoljaš in politik (od 1907 v ZDA)
- Jožef Kompare (1735 - 1786), duhovnik, ravnatelj goriškega semenišča, apostolski protonotar
- Marcel Kompare (*1955), strojnik
- Nina Kompare-Volasko (*1974), sopranistka, pevska pedagoginja, anglistka in latinistka
- Tone Kompare (*1949), duhovnik, karitativni delavec